# 立川大介
立川 大介（たちかわ だいすけ、1981年3月30日 - ）は、日本の元ラグビー選手。

## プロフィール
- 熊本県出身。
- ポジションはプロップ(PR)。
- 身長 185cm、体重 113kg
- U19日本代表に選ばれたことがある[1]。
- ALL関東学院に選ばれたことがある[2]。

## 略歴
1999年、九州学院高校卒業後、関東学院大学に入る。
2003年、関東学院大学卒業後、三洋電機ワイルドナイツ（現・パナソニック ワイルドナイツ）に加入。同年11月9日に行われたジャパンラグビートップリーグ第3節のヤマハ発動機戦に先発出場で公式戦初出場を果たす。 
2009年、キヤノン（現・キヤノンイーグルス）に加入。
2013年、現役を引退した。　